# Vámosláz
Vámosláz falu Romániában, Bihar megyében.

## Fekvése
Bihar megyében, a Berettyó völgyében, az érmelléki hegyvidéken, Margittától délnyugatra, Micske nyugati szomszédjában fekvő település.

## Története
Vámosláz ősrégi település. Neve már a XIII. században feltűnt a püspöki tizedjegyzékben.
1255 körül a Geregye nemzetséghez tartozó Geregye fia Barnabás, majd az ugyancsak e nemzetséghez tartozó Pál országbíró birtoka lett.
Az 1800-as évek elején a Baranyi és Miskolczy családok voltak Vámosláz birtokosai.
Borovszky az 1900-as évek elején írta a településről: "A Berettyó völgyében az érmelléki hegyvidéken fekvő kisközség a margittai járás egyik körjegyzősége, görögkeleti vallású, oláh lakosokkal. Házainak száma 128, lakosaié 704. Postája Micske, távírója és vasúti állomása Vedres-Ábrány."
A trianoni békeszerződés előtt a település Bihar vármegye Margittai járásához tartozott.

## Nevezetességek
- Görög k. temploma – 1700 körül épült.

## Galéria

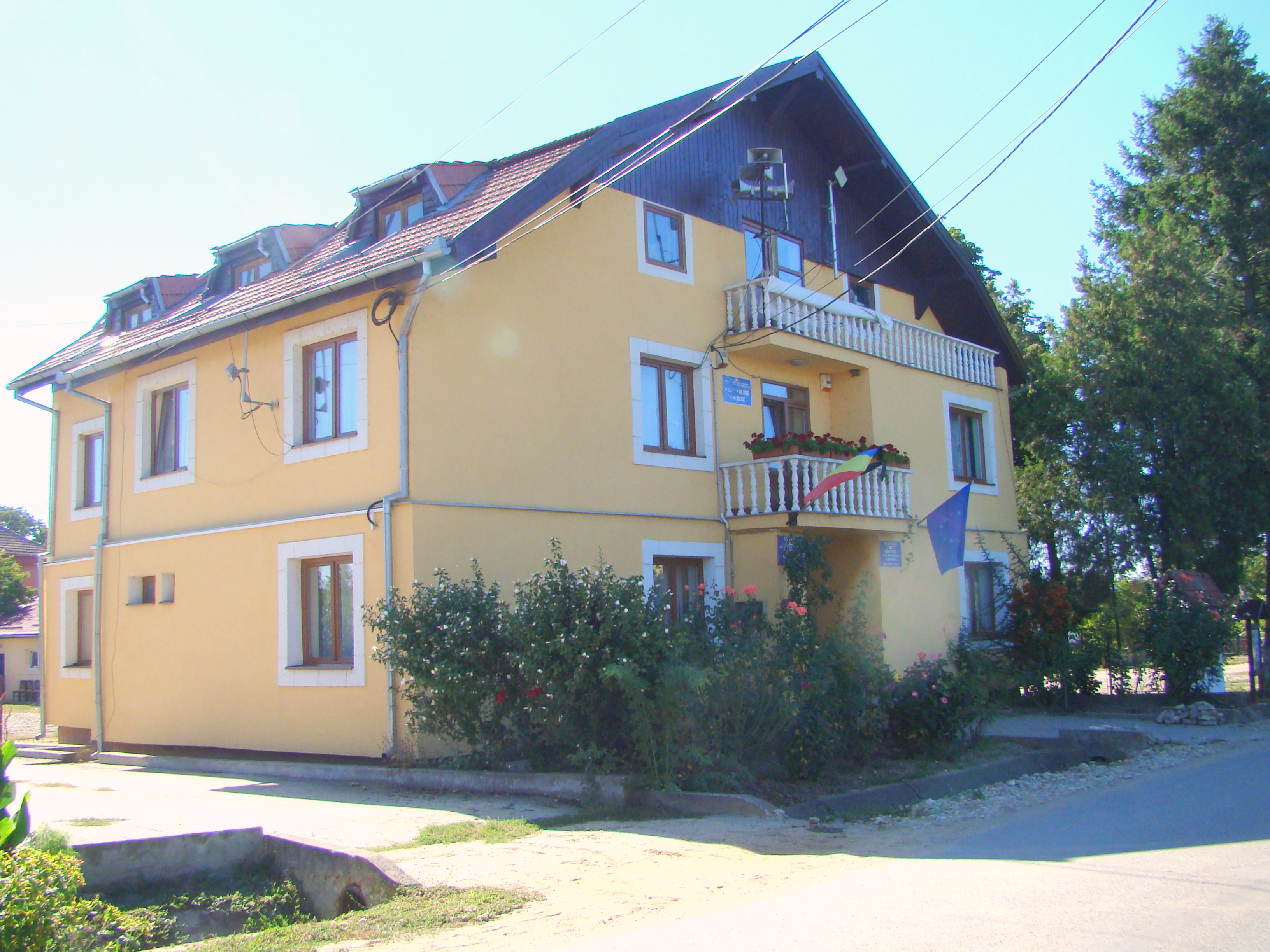
Polgármesteri Hivatal
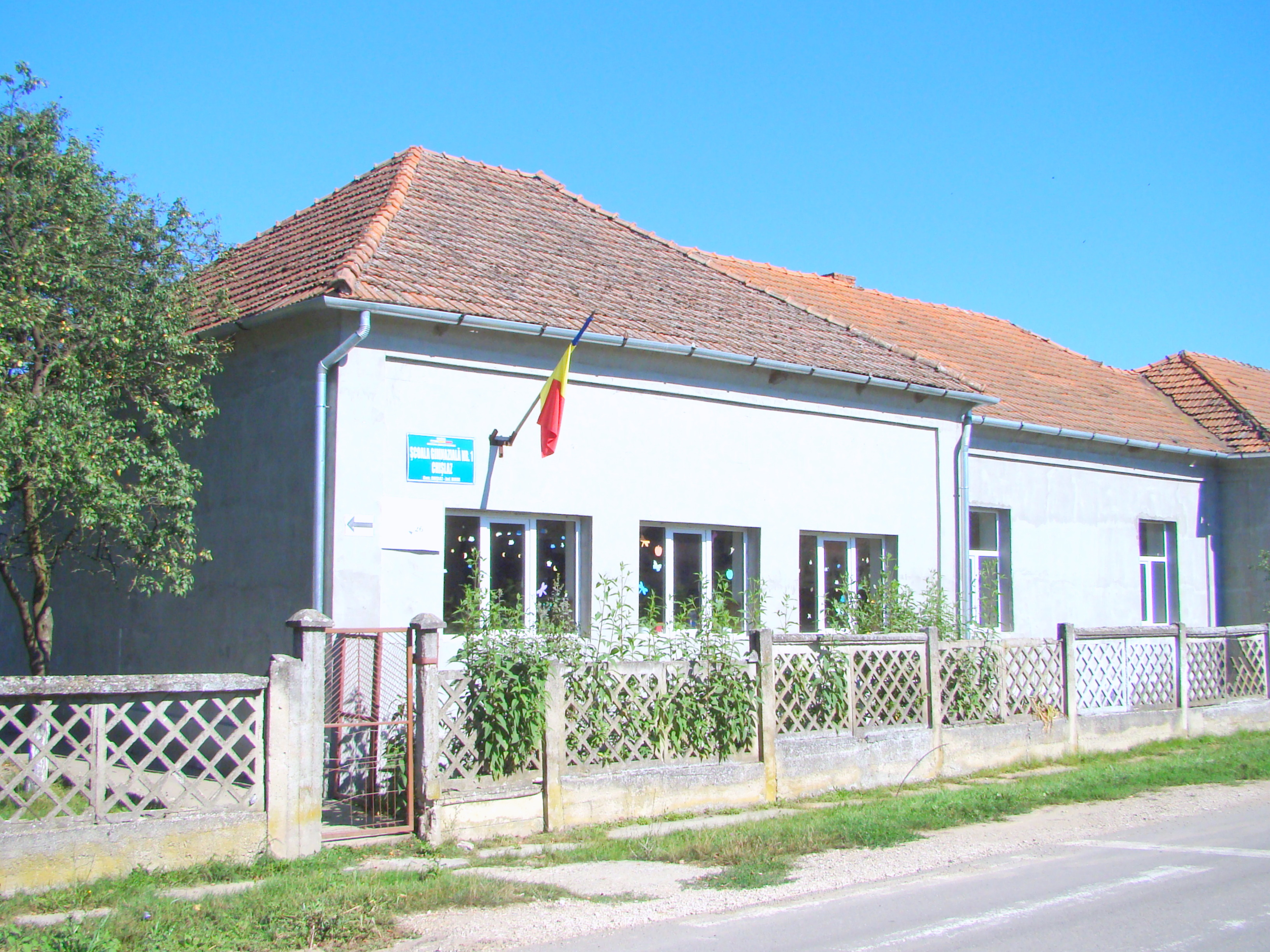
Általános Iskola
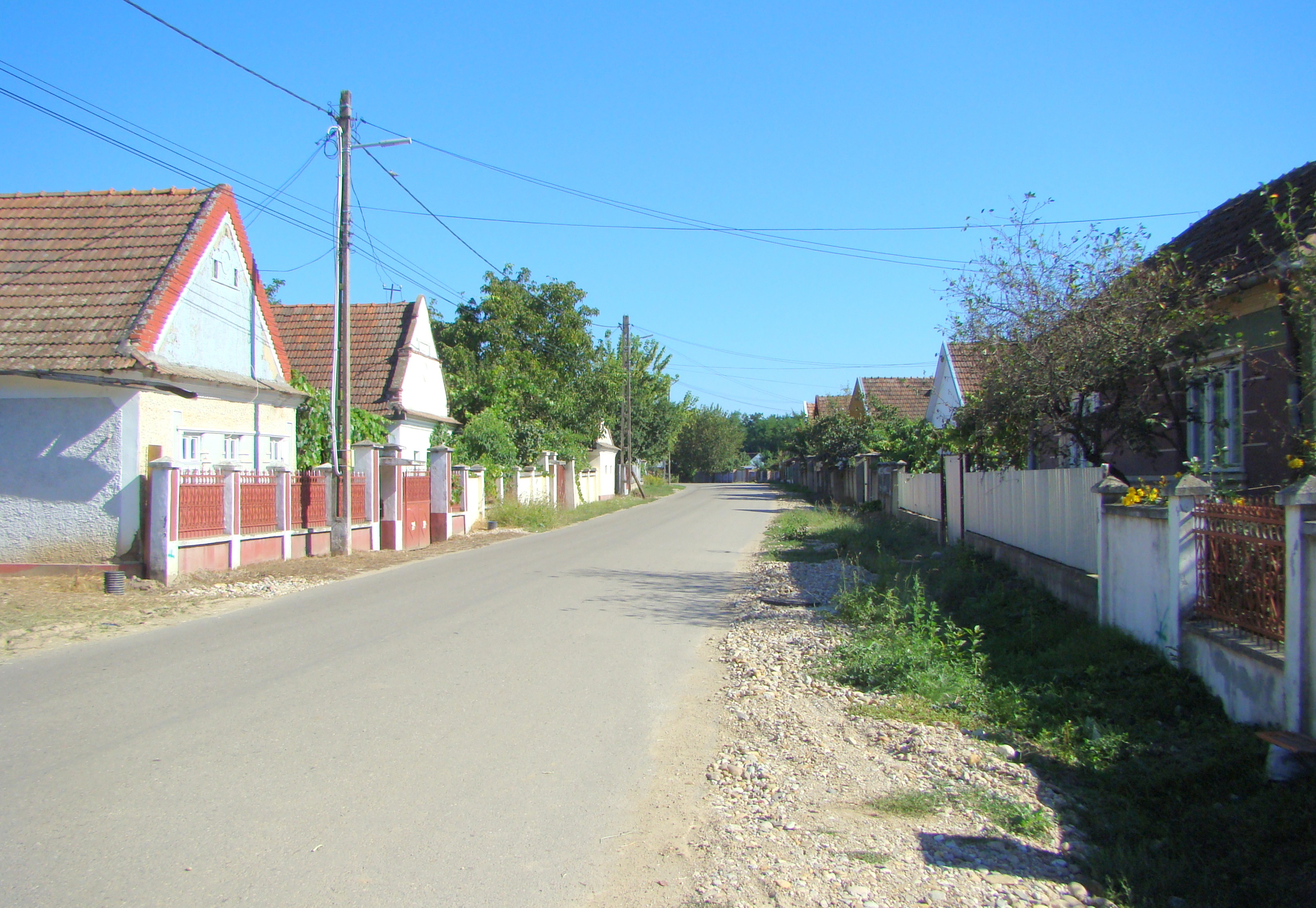
Utcakép